# 前埠遗址
前埠遗址，位于山东省淄博市桓台县果里乡前埠村，是中华人民共和国山东省文物保护单位之一。
1992年6月12日，授予山东省文物保护单位，是一座古遗址。